# Півкулясті щитники
Півкулясті щитники (Plataspidae) — родина клопів (Heteroptera). Включає близько 530 видів.

## Поширення
Родина поширена по всьому світу, досягаючи найбільшого різномаїття в тропічних регіонах Азії та в Океанії. У Європі представлено лише чотири види з роду Coptosoma.

## Опис
Завдяки зовнішньому вигляду їх можна легко сплутати з жуками. Тіло компактне, з яйцеподібним профілем і сильно опуклою спиною, набуває майже напівсферичної форми. Надкрила часто блискучі, із мінливими та райдужними кольорами. Голова невелика, коротка і сплюснута, з боків кілеподібна, з помітними очима та 5-члениковими вусиками. Рострум складається з 4 сегментів. Груди мають добре розвинену переднеспинку, опуклу, підтрапецієподібну в профілі. Головним морфологічним елементом є помітний розвиток мезоскутеллюма: він сильно опуклий і розвинений як збоку, так і ззаду, повністю або майже покриває крила та черевце, залишаючи зовнішній край коріуму. Ніжки мають двочленникові лапки.

## Спосіб життя
Комахи-фітофаги, часто асоційовані з трав'янистими або чагарниковими рослинами родини бобових. Однак є також види, які живляться за рахунок рослин інших родин, таких як злакові, пасльонові, молочайні та ін.

## Роди
- Aphanopneuma
- Arefbea
- Bozius
- Brachyplatys
- Calacta
- Cantharodes
- Capuronia
- Catabrachyplatys
- Caternaultiella
- Ceratocoris
- Chinacoris
- Chinanops
- Codronchus
- Coptosoma
- Coptosomoides
- Cratoplatys
- Cronion
- Elapheozygum
- Emparka
- Erythrosomaspis
- Fieberisca
- Glarocoris
- Handlirschiella
- Hemitrochostoma
- Heterocrates
- Isoplatys
- Kuhlgatzia
- Libyaspis
- Livingstonisca
- Madegaschia
- Megacopta
- Merinjakia
- Montandoneus
- Montandonistella
- Neobozius
- Neocratoplatys
- Neotiarocoris
- Niamia
- Oncylaspis
- Oscula
- Paracopta
- Pelioderma
- Phyllomegacopta
- Ponsila
- Ponsilasia
- Probaenops
- Pseudoponsila
- Psocotoma
- Schizometopus
- Scleropelta
- Severiniella
- Spathocrates
- Tarichea
- Tetrisia
- Teuthocoris
- Thyreoprana
- Tiarocoris
- Tropidotylus
- Vetora
- Vigetus